# Fortran 95
Fortran 95 (ISO/CEI 1539-1:1997) est une version du langage de programmation Fortran. Il s'agit d'une version mineure qui suivit la version majeure Fortran 90 (ISO/IEC 1539:1991). La version actuelle est Fortran 2018 (ISO/CEI 1539-1:2018).
Fortran 95 reprend les extensions déjà définies dans Fortran 90 et y ajoute :
- Ajout principal :
  - Ordre et construction FORALL

- Ajouts secondaires :
  - fonction CPU_TIME
  - libération mémoire automatique des tableaux dynamiques
  - la fonction SIGN distingue entre +0 et -0